# Tecámac
Tecámac (del nàhuatl, que vol dir Lloc on la mà de pedra) és un municipi metropolità de l'estat de Mèxic, que forma part de l'àrea metropolitana de la ciutat de Mèxic. Tecámac de Villanueva és el cap de municipi i principal centre de població d'aquesta municipalitat.
Aquest municipi es troba a la part nord-central de l'estat de Mèxic. Limita al nord amb els municipis de Temascalapa i Zumpango, al sud amb Ecatepec de Morelos, a l'oest amb Atenco i a l'est amb Tonanitla i Nextlalpan. Dista de la capital de l'estat uns trenta-vuit quilòmetres